# Fortaleza de Bohus
A fortaleza de Bohus (em sueco: Bohus fästning) é uma fortaleza em ruínas do século XIV, localizada no sudeste da cidade de Kungälv, na província da Bohuslän, e situada na margem norte do rio do Norte, braço do Gota. 

Foi começada a erigir em 1308, a mando do rei norueguês Haquino V (r. 1299–1319), e passou às mãos da Suécia em 1658, pelo Tratado de Roskilde. Foi sitiada pelo menos 14 vezes durante as várias guerras entre Suécia, Noruega e Dinamarca, sem nunca ter todavia sido conquistada. No século XVIII} perdeu a sua importância militar. Hoje em dia, é uma atração turística, aberta a visitas de abril a setembro.